# Manuel Vega Dávila
Manuel Vega Dávila (Cuenca, en 1822 - Ibídem, 13 de mayo de 1898) fue un abogado, comerciante, terrateniente y político ecuatoriano.

## Biografía
Nació en Cuenca, en 1822, siendo el cuarto de los siete hijos del Sr. Dn. Guillermo Vega y Vintimilla (1789) y de la Sra. Dña. Baltazara Dávila y Chica (1796-1888). Recibió la instrucción primaria en su ciudad natal, viajando luego a Quito, para estudiar filosofía y derecho, en el Colegio San Fernando y en la Universidad Central del Ecuador, graduándose de Abogado en esta última.
En el Colegio San Fernando, Vega fue compañero del Dr. Gabriel García Moreno, con quien mantuvo estrecha amistad.
El Dr. Vega concurrió al Congreso en varias ocasiones, notablemente en 1857, pero más veces después, también en calidad de Senador de la República. Construyó en 1859 una hermosa casa de estilo republicano en las calles Antonio Borrero y Bolívar, en el centro de la ciudad de Cuenca, en la que vivió hasta su muerte. En esta casa funciona en la actualidad el hotel Santa Lucía. En la década de 1860, se enriqueció gracias al negocio de la exportación de cascarilla.
En 1860, en la primera Presidencia del Dr. García Moreno, éste designó al Dr. Vega, su amigo, Gobernador del Azuay, cargo que ejerció desde el dicho año hasta 1864, siendo en este último año en el que Vega renunció al cargo, pues en un malentendido creyó que el presidente García Moreno estaba apoyando a ciertos diputados, contrarios a los que él (Vega) apoyaba, por lo que enfurecido, presentó su renuncia en el famoso periódico The Times de Londres. Dice así una parte de la carta enviada por el Dr. Vega a García Moreno:
Pero, como ciudadano particular, formaré siempre en las filas del partido a que me honro pertenecer, trabajando con todas mis fuerzas, sin tregua ni descanso, en bien de la Patria y en pro de la libertad de mi país, seriamente amenazada por la tiranía teocrática, mucho más humillante y mucho más ominosa que la tiranía política. Mayo 25 de 1864.- Manuel Vega.
Durante su mandato de Gobernador, el 23 de junio de 1862, viajó a caballo hasta Sayausí con ochenta jinetes para recibir a las religiosas francesas traídas por Gabriel García Moreno, que venían desde Guayaquil a Cuenca para fundar en esta ciudad el Colegio de los Sagrados Corazones. El día 4 de enero de 1876, el nuevo Presidente, el Dr. Antonio Borrero Cortázar, cuencano, le confirió el cargo de gobernador del Azuay, cargo que ejerció hasta febrero de 1877.

### Manuel Vega, terrateniente
En 1884, compró minas de oro cerca de Zaruma, en la provincia de El Oro, incrementando así su fortuna personal. En 1890, era el segundo terrateniente más importante en la provincia del Azuay, pues la primera era la familia Ordóñez Mata. El avalúo de las tierras era de 153.000 sucres, enorme cifra para ese entonces.

### Vejez y muerte
En 1886, casó a su hija menor Elvira con el conocido escritor cuencano Remigio Crespo Toral.
En 1898, cayó enfermo y viajó a Europa en busca de salud y no quiso que le acompañara otro que su yerno Remigio, quien aceptó. Después de inesperadas cosas, volvió a Cuenca, donde rodeado por sus hijos, nietos y bisnietos, falleció en dicha ciudad, el 13 de mayo de 1898, a los 75 años de edad.

## Matrimonios y descendencia
El Dr. Vega contrajo primeras nupcias, alrededor de 1842, con la Sra. Adela Garrido Arteaga, ésta de diecisiete años de edad y ya viuda. Tuvieron siete hijos, todos varones y al fallecer la Sra. Arteaga en 1858, el Dr. Vega volvió a contraer nupcias, en el año de 1861, con la Sra. Rosa García de Trelles y Salcedo (1827-1907), también viuda, del Dr. Manuel Larrea Arteaga, con quien había tenido ocho hijos y con el Dr. Vega tuvo seis hijos.